# Progress MS-10
Progress MS-10 (rusă Прогресс МC-10), identificată de NASA drept Progress 71 sau 71P, este o navă spațială utilizată de Agenția Federală Spațială Rusă pentru a reaproviziona Stația Spațială Internațională.

## Lansare
Progress MS-10 a fost lansat la bordul unei rachete Soyuz-FG la 16 noiembrie 2018, la ora 18:14 UTC  de la Cosmodromul Baikonur din Kazahstan. 

## Andocare
Progress MS-10 a andocat în mod normal folosind portul de andocare din modulul Zvezda, la 18 noiembrie 2018 la 19:28 UTC. 

## Încărcătură
Progress MS-10 a transportat circa 2564 kg de mărfuri și bunuri către Stația Spațială Internațională. Nava spațială a livrat alimente, combustibil și provizii, inclusiv aproximativ 750 kg de combustibil propulsor, 75 kg de oxigen și aer și 440 kg de apă. 